# Bailakampur, Gangawati
Bailakampur là một làng thuộc tehsil Gangawati, huyện Koppal, bang Karnataka, Ấn Độ.